# Апрмон ла Форе
Апрмон ла Форе (фр. Apremont-la-Forêt) насеље је и општина у североисточној Француској у региону Лорена, у департману Меза која припада префектури Комерси.
По подацима из 2011. године у општини је живело 398 становника, а густина насељености је износила 12,1 становника/km². Општина се простире на површини од 32,89 km². Налази се на средњој надморској висини од 260 метара (максималној 383 m, а минималној 231 m).

## Демографија
| 1962. | 1968. | 1975. | 1982. | 1990. | 1999. | 2011. |
| ----- | ----- | ----- | ----- | ----- | ----- | ----- |
| 333   | 367   | 326   | 284   | 342   | 337   | 398   |

График промене броја становника у току последњих година